# メアリー・ヘンダーソン・イーストマン
メアリー・ヘンダーソン・イーストマン（Mary Henderson Eastman、1818年2月24日 - 1887年2月24日）は、アメリカ合衆国の歴史家、小説家である。ネイティブ・アメリカンの生活に関する著書で知られる。また、奴隷制の擁護者でもあり、『アンクル・トムの小屋』に対抗した、南部の奴隷制社会を擁護する小説『アント・フィリスの小屋』を1852年に発表した。陸軍士官で画家でもあるセス・イーストマンの妻である。

## 生涯
1818年2月24日にバージニア州フォーキア郡ウォレントンで、メアリー・ヘンダーソン(Mary Henderson)として生まれた。父のトーマスは医師であり、母のアンナ・マリアは、フランスとの擬似戦争で活躍した海軍士官トーマス・トラクスタンの娘だった。
『アント・フィリスの小屋』で述べられているように、イーストマンはバージニア植民地の最初の入植者（ファーストファミリー）の末裔であり、奴隷制社会の中で成長した。後に、父がアメリカ陸軍の軍医総監補に任命されたため、一家はワシントンD.C.に移り住み、イーストマンはそこで教育を受けたと考えられている。
1835年にセス・イーストマンと出会い、結婚した。当時メアリーは17歳、セスは27歳だった。セスは、陸軍士官学校（ウェストポイント）を卒業後に地形測量工兵隊に配属され、また、優れた画家でもあった。セスは以前に、フランス人とネイティブ・アメリカンのムデワカントン族の血を引くサンティ・ダコタ族の酋長クラウドマンの娘Wakháŋ Inážiŋ Wiŋと2年間結婚しており、ネイティブ・アメリカンで初めて西洋医学の医師となったチャールズ・イーストマンはセスの孫にあたる。

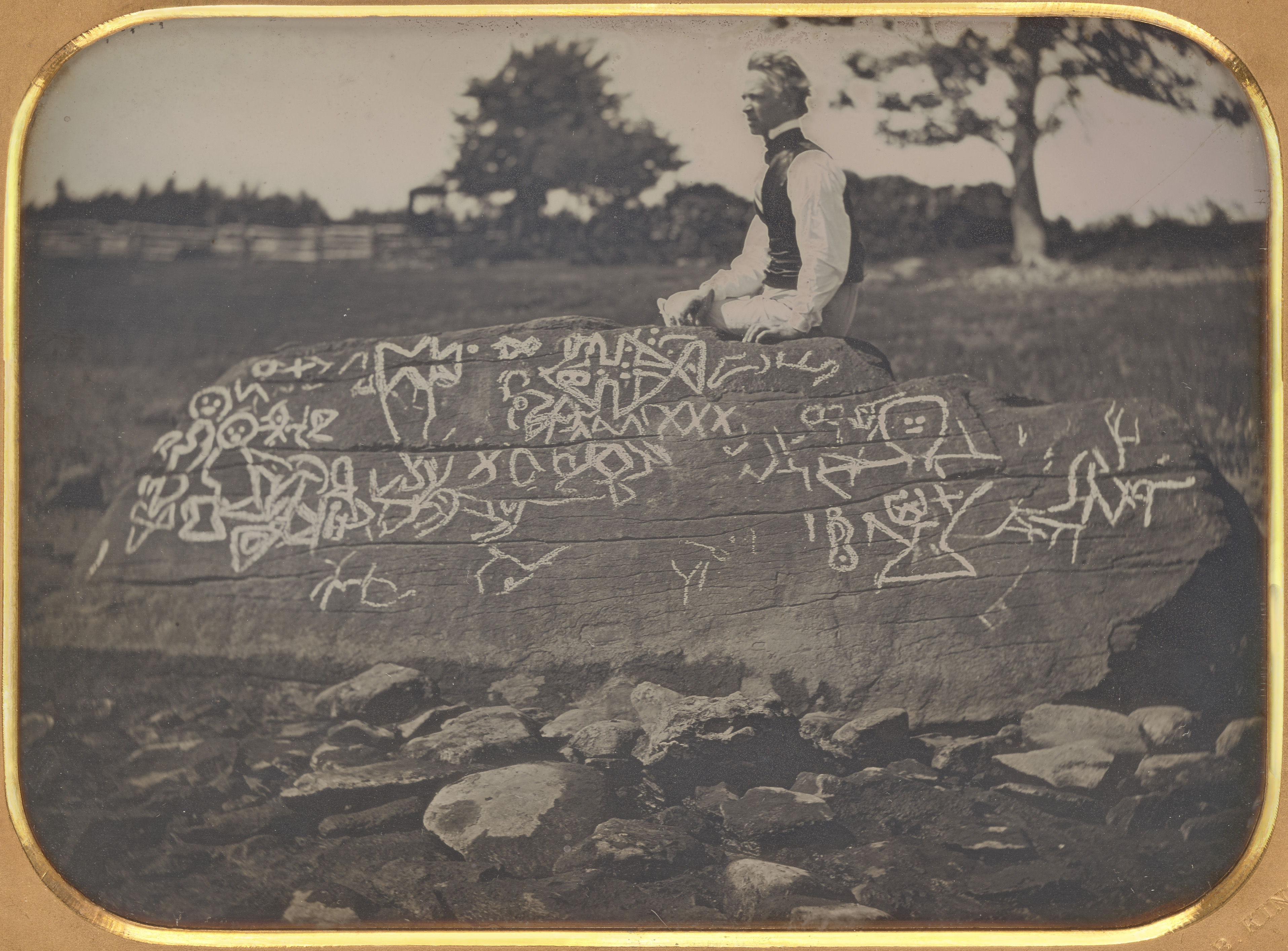
セス・イーストマン（ダイトン・ロックにて、1853年）

1841年から1848年にかけて、夫がスネリング砦の司令官を務め、イーストマンも現地に同行した。その間、イーストマンはスー語を学び、スー族の習慣や伝承を研究して記録した。また、夫の絵の販売の手助けをし、先住民研究家ヘンリー・スクールクラフトと夫とを結びつけた。
スネリング砦での任務を終えた後、2人はワシントンD.C.に住んだ。イーストマンは奴隷制維持のための活動をしていたが、後に奴隷制反対に転じた。これは、夫が奴隷制反対論者であり、夫と息子たちが南北戦争で北軍方について戦ったことに影響されたものと考えられている。
イーストマンは1887年2月24日にワシントンD.C.で死去した。遺体は夫とともにワシントンD.C.のオークヒル墓地に埋葬された。

## 著述活動
夫セスがスネリング砦の司令官を務めている間、イーストマンは現地のスー族の文化を記録した。東部に戻った後の1849年に発表した"Dacotah, or Life and Legends of the Sioux Around Fort Snelling"（ダコタ――スネリング砦の周辺のスー族の生活と伝説）は、「チェッカード・クラウド」と呼ばれるスー族の女性呪術医から聞いた話に、多少の脚色を加えたものであり、夫のセスが挿絵を描いた。ヘンリー・ワズワース・ロングフェローの『ハイアワサの歌』はこの本の影響を受けていると考えられている。この本では、スー族の社会における女性の立場の低さや、残酷で執念深い夫からの酷い扱いが描かれている。
この本に収められた、イーストマンがスー族から集めたとされる伝説の中には、ダコタ族の酋長「レッドウイング」の娘ウィノナの死に関するものもあった。しかし、当時は「長子」を意味する「ウィノナ」は固有名詞としては使われていなかった。
またイーストマンは、白人のネイティブ・アメリカンに対する扱いを批判する本を何冊か書いている。1854年の"Chicora and Other Regions of the Conquerors and the Conquered"には、ネイティブ・アメリカンの、征服者や宣教師に対する怒りが描かれている。
南北戦争勃発前の時期には、多くの作家が奴隷制に関する小説を発表した。1852年、イーストマンは『アント・フィリスの小屋――ありのままの南部の生活』(Aunt Phillis's Cabin: or, Southern Life As It Is)を発表した。これはハリエット・ビーチャー・ストウの『アンクル・トムの小屋』への反論として書かれたもので、南部の奴隷所有者を擁護するものだった。イーストマンの『アント・フィリスの小屋』は、いわゆる「反トム文学」の中でも最も広く読まれたものであり、2～3万部を売り上げた。
奴隷制反対に転じてからは、ゲティスバーグの戦いで亡くなった民間人女性ジェニー・ウェイドを称える小説"Jennie Wade of Gettysburg"を1864年に発表した。

### 著書
- Eastman, Mary Henderson (1849). Dahcotah, or Life and Legends of the Sioux Around Fort Snelling (Illustrated by Seth Eastman ed.). New York: J. Wiley
- Eastman, Mary Henderson (1852). Aunt Phillis's Cabin: or, Southern Life As It Is. Philadelphia: Lippincott, Grambo & Co.
- Hart, John S., ed (1852). The Iris: An Illuminated Souvenir for 1852. Philadelphia: Lippincott, Grambo & Co.. "Mary Eastman wrote many of the entries, mostly about Indian life. Her articles were collected and republished the following year under the title below."
- Eastman, Mary Henderson (1853). Romance of Indian Life: With Other Tales, Selections from the Iris, An Illuminated Souvenir. Philadelphia: Lippincott, Grambo & Co.
- Eastman, Mary Henderson (1853). The American Aboriginal Portfolio. Philadelphia: J. B. Lippincott.
- Eastman, Mary Henderson (1854). Chicora and Other Regions of the Conquerors and the Conquered. Reprinted as The American Annual; Illustrative of the Early History of North America (1855). Philadelphia: J. B. Lippincott.
- Eastman, Mary Henderson (1856). Fashionable Life. Philadelphia: J. B. Lippincott and Co.
- Eastman, Mary Henderson (1864). Jennie Wade of Gettysburg. Philadelphia: J. B. Lippincott.
- Eastman, Mary Henderson (1873). Easter Angels. Philadelphia: J. B. Lippincott.